# Шнайттах
Шнайттах (нем. Schnaittach) — община  в Германии, в Республике Бавария.
Подчиняется административному округу Средняя Франкония. Входит в состав района Нюрнберг. Население составляет 7942 человека (на 31 декабря 2010 года). Занимает площадь 49,36 км². Региональный шифр — 09 5 74 155. Местные регистрационные номера транспортных средств (коды автомобильных номеров) (нем. Kraftfahrzeugkennzeichen) — LAU.
Община подразделяется на 33 сельских округа.

## Население
По оценке на 31 декабря 2015 года население общины составляет 8245 чел.
| Дата      | 1840 | 1871 | 1900 | 1925 | 1939 | 1950 | 1961 | 1970 | 1987 | 2011 |
| --------- | ---- | ---- | ---- | ---- | ---- | ---- | ---- | ---- | ---- | ---- |
| Население | 3398 | 3771 | 3905 | 4089 | 4680 | 6370 | 6241 | 6724 | 6990 | 7912 |

| Год       | 1960 | 1970 | 1980 | 1990 | 2000 | 2009 | 2010 | 2011 | 2012 | 2013 | 2014 | 2015 |
| --------- | ---- | ---- | ---- | ---- | ---- | ---- | ---- | ---- | ---- | ---- | ---- | ---- |
| Население | 6253 | 6734 | 6919 | 7448 | 8186 | 8012 | 7942 | 7924 | 7928 | 7993 | 8105 | 8245 |